# Angelino Soler
Angelino Soler (ur. 25 listopada 1939 w Alcazar) – hiszpański kolarz szosowy startujący wśród zawodowców w latach 1960–1969. Zwycięzca Vuelta a España (1961). 

## Najważniejsze zwycięstwa
- 1961 - dwa etapy i klasyfikacja generalna Vuelta a España
- 1962 - trzy etapy w Giro d'Italia
- 1964 - etap w Giro d'Italia
- 1966 - Vuelta a la Comunidad Valenciana